# Hans Stretz
Hans Stretz (* 19. Januar 1928 in Erlangen; † 22. September 1997 in Berlin) war einer der deutschen Profi-Spitzenboxer in den 1950er Jahren.

## Laufbahn
Hans Stretz begann als Jugendlicher beim TV 1848 Erlangen mit dem Boxen und wurde nach kurzer Amateurzeit bereits 1948 Profi. Bereits 1949 gewann er in Berlin die deutsche Meisterschaft im Mittelgewicht durch einen Sieg über Peter Müller (Köln). Diesen Titel behielt er bis 1950, war dann noch einmal 1952/53 deutscher Mittelgewichtsmeister und 1956 deutscher Halbschwergewichtsmeister. Stretz boxte technisch und taktisch gut, sauber und elegant und gewann so viele Kämpfe.
Am 8. Juni 1952 war er ohne eigenes Zutun in den größten deutschen Box-Skandal der Nachkriegszeit verwickelt, als Peter Müller in ihrem Kampf um die deutsche Meisterschaft den Ringrichter Max Pippow in der achten Runde k. o. schlug, weil er sich von ihm ständig benachteiligt fühlte. Stretz gewann so erneut den deutschen Meistertitel, da Müller natürlich disqualifiziert wurde.
Hans Stretz boxte in seiner Laufbahn gegen einen großen Teil der deutschen und europäischen Elite im Mittel- und im Halbschwergewicht. Aber er bekam nie die Chance, um einen EM- oder WM-Titel zu kämpfen. Der berühmteste Boxer, gegen den er kämpfte, war der vielfache Weltmeister Sugar Ray Robinson aus den USA, gegen den er am 25. Dezember 1950 in Frankfurt am Main durch technischen K. o. in der fünften Runde verlor. Ferner kämpfte er gegen Europameister Charles Humez (Frankreich) einmal unentschieden und verlor einmal knapp nach Punkten, gewann gegen Ex-Europameister Willi Höpner (Kiel) nach Punkten und schlug auch Ex-Weltmeister Randy Turpin (Großbritannien) nach Punkten.
Anfang 1957 musste Hans Stretz seine Boxerlaufbahn wegen eines Netzhautrisses beenden. Er wurde Berufsringer (Catcher) und kämpfte als solcher bis 1973. Danach versuchte er sich als Gastronom. Seit 1980 lebte er weitgehend vergessen und völlig verarmt in Berlin.

### Meisterschaftskämpfe
(Mi = Mittelgewicht, HS = Halbschwergewicht, alle Kämpfe gingen um die deutsche Meisterschaft)
- 24.08.1949 in Berlin, Mi, K.o.-Sieger 2. Runde über Peter Müller, Köln,
- 04.09.1949 in Berlin, Mi, Punktsieger über Rudi Pepper, Dortmund,
- 05.11.1950 in Berlin, Mi, Punktsieger über Gerhard Hecht, Berlin,
- 02.04.1950 in Berlin, Mi, K.o.-Niederlage 3. Runde gegen Peter Müller,
- 08.06.1952 in Berlin, Mi, Disq.-Sieger 8. Runde gegen Peter Müller,
- 16.11.1953 in München, Mi, K.o.-Sieger 5. Runde über Heinz Sänger, Celle,
- 16.05.1953 in Berlin, HS, K.o.-Niederlage gegen Gerhard Hecht,
- 09.03.1956 in Berlin, HS, Punktsieg über Willi Hoepner, Kiel.